# Древено (Боймишко)
 Тази статия е за селото в Гърция.  За селото в Северна Македония вижте Древено.  
Дрѐвено (на гръцки: Πύλη, Пили, до 1926 година Δρέβενο, Древено или катаревуса Δρέβενον, Древенон) е бивше село в Гърция, дем Пеония, област Централна Македония.

## География
Селото е било разположено на 220 m надморска височина, на десния бряг на Вардар, северозападно от демовия център град Боймица (Аксиуполи).

## История
При Древено е отрито селище от историческата епоха, обявено в 1994 година за защитен археологически паметник.

### В Османската империя
В XIX век Древено е българско село в Гевгелийската каза на Османската империя. Александър Синве („Les Grecs de l’Empire Ottoman. Etude Statistique et Ethnographique“), който се основава на гръцки данни, в 1878 година пише, че в Дреновон (Drénovon), Воденска епархия, живеят 210 гърци, като данните могат да се отнасят и за Дреново. В „Етнография на вилаетите Адрианопол, Монастир и Салоника“, издадена в Константинопол в 1878 година и отразяваща статистиката на населението от 1873 година, Древе (Dreve) е посочено като село с 30 домакинства и 142 жители българи.
В селото в 1895 – 1896 година е основан комитет на ВМОРО.
Според статистиката на Васил Кънчов („Македония. Етнография и статистика“) в 1900 година Древено е село в Гевгелийска каза със 125 жители българи.
Цялото село е под върховенството на Българската екзархия. По данни на секретаря на Екзархията Димитър Мишев („La Macédoine et sa Population Chrétienne“) в 1905 година в Древен (Dreven) има 104 българи екзархисти.
По данни на Екзархията в 1910 година Древене е чифлигарско село с 25 семейства, 124 жители българи и една черква.

### В Гърция
В 1913 година след Междусъюзническата война селото попада в Гърция и населението му го напуска, бягайки в България. Боривое Милоевич пише в 1921 година („Южна Македония“), че Древено има 5 къщи славяни християни. От 25 български семейства към 1912 година до 1928 година в България се изселват всичките 25 семейства.
В 1924 година на мястото на изселилите се българи в Древено са настанени гърци бежанци. В 1926 година селото е прекръстено на Пили. В 1928 година Древено е чисто бежанско село с 31 семейства и 104 жители бежанци. По време на Гражданската война през зимата на 1947 година властите насилствено изселват жителите на Древено в Боймица. Селото се разпада, макар и на преброяването от 1951 година 92 жители на Боймица се декларират като жители на Древено.
От селото е оцеляла единствено църквата „Свети Безсребреници“ (Свети Врач), която е от XIX век.
| Година    | 1913 | 1920 | 1928 | 1940 | 1951 | 1961 | 1971 | 1981 | 1991 | 2001 | 2011 | 2021 |
| --------- | ---- | ---- | ---- | ---- | ---- | ---- | ---- | ---- | ---- | ---- | ---- | ---- |
| Население | 0    | 71   | 143  | 184  | 92   |      |      |      |      |      |      |      |

## Личности
Родени в Древено
- Йордан Русев, български революционер, четник на Ичко Димитров в 1912 г.[16]
- Костадин Илиев Траянов, български революционер, деец на ВМОРО[8]
- Мицо Георгиев Кехайов, български революционер, деец на ВМОРО[8]